# Kroktjärnen (Malå socken, Lappland, 721602-163864)
Kroktjärnen är en sjö i Malå kommun i Lappland och ingår i Umeälvens huvudavrinningsområde. Kroktjärnen ligger i Vindelälven Natura 2000-område.